# Duren Sawit (Dżakarta Wschodnia)
Duren Sawit  – dzielnica Dżakarty Wschodniej. 

Mapa dzielnicy

## Podział
W skład dzielnicy wchodzi siedem gmin (kelurahan):
- Pondok Bambu – kod pocztowy 13430
- Duren Sawit – kod pocztowy 13440
- Pondok Kelapa – kod pocztowy 13450
- Pondok Kopi – kod pocztowy 13460
- Malaka Jaya – kod pocztowy 13460
- Malaka Sari – kod pocztowy 13460
- Klender – kod pocztowy 13470